# Societat Catalana d'Estudis Hebraics
La Societat Catalana d'Estudis Hebraics (SCEHB) és una societat filial de l'Institut d'Estudis Catalans, adscrita a la Secció Històrico-Arqueològica creada l'any 1995.
En fou el precedent l'Associació d'Estudiosos del Judaisme Català (ADEJUC), constituïda el 1985 a Tàrrega, presidida fins al 1988 per Jaume Riera i Sans i posteriorment, fins al 1992, per Eduard Feliu i Mabres. Dissolta l'ADEJUC el 1993, hom creà la Societat Catalana d'Estudis Hebraics com a filial de l'IEC el 1995, que tingué com a primer president a Eduard Feliu i Mabres, fins a la seva mort el 2009. Des d'aquest any ocupa el càrrec Pere Casanellas i Bassols.
La Societat Catalana d'Estudis Hebraics té com a finalitat general el conreu dels estudis històrics i filològics relacionats amb la història del poble jueu i de la cultura hebrea. Es proposa, entre altres objectius, la recuperació, la promoció, l'estudi i la difusió del patrimoni arqueològic i documental dels jueus catalans de l'edat mitjana, i de la seva història politicosocial, religiosa i cultural. Publica la revista Tamid. El 2017 instituí el premi Josep Ribera i Florit al millor treball de grau sobre hebraisme o judaisme.